# Petr Dlask
Petr Dlask (ur. 20 października 1976 w Kosmonosach) – czeski kolarz przełajowy, dwukrotny medalista mistrzostw świata.

## Kariera
Pierwszy sukces w karierze Petr Dlask osiągnął w 1998 roku, kiedy zdobył brązowy medal w kategorii U-23 podczas mistrzostw świata w Middelfart. Wyprzedzili go tam tylko dwaj Belgowie: Sven Nys oraz Bart Wellens. Na rozgrywanych trzy lata później mistrzostwach świata w Taborze był drugi w kategorii elite. Rozdzielił na podium kolejnych dwóch reprezentantów Belgii: Erwina Verveckena i Mario De Clercqa. Wielokrotnie zdobywał medale mistrzostw kraju w różnych kategoriach wiekowych. Najlepsze wyniki w Pucharze Świata w kolarstwie przełajowym osiągał w sezonie 2000/2001, kiedy był czwarty w klasyfikacji generalnej.